# Plaza Centenario
Pour les articles homonymes, voir Centenário.
Plaza Centenario est un gratte-ciel de bureaux de 139 mètres de hauteur construit à São Paulo en 1995. 
L'architecte est l'agence Carlos Bratke
L'immeuble qui comporte un helipad au sommet, est en aluminium et est surnommé "Robocop".